# Ataque al pesquero Cruz del Mar de 1978
El ataque al pesquero Cruz del Mar de 1978 fue un ataque terrorista del Frente Polisario contra un pesquero español, que tuvo lugar el 29 de septiembre de 1978, en aguas internacionales frente a las costas del Sahara Occidental, en la región de Dajla-Río de Oro, en Marruecos.

## El ataque
El pesquero tradicional Cruz del Mar de puerto de La Luz, con tripulación de Lanzarote, faenaba en el banco canario-sahariano en virtud de los acuerdos de pesca suscritos entre Marruecos y España. El barco fue abordado por una zódiac, con 20 hombres vestidos con traje de neopreno y armados con fusiles de asalto. Tras intentos de negociación y entrega de todo lo que de valor hubiera en el barco, asesinados en la cubierta cinco de sus tripulantes, mientras que cinco se arrojaron al mar, escapando solamente tres de los disparos. Al abandonar los terroristas el barco, consiguen hacerse con la lancha momentos antes de la activación de la bomba que hundió el pesquero. Fueron rescatados por el pesquero Chico Grande y trasladados a las islas por el destructor Churruca.
Los tres supervivientes identificaron fotográficamente a ocho atacantes del Polisario. Se trataba de personas que habían sido acogidas como refugiados representes del Polisario en Las Palmas, para ser expulsados posteriormente por irregularidades.

## Víctimas
Fueron asesinados siete de los diez tripulantesː el patrón José Hernández Marrero, Rafael Salas Fernández, padre e hijo del mismo nombre, Alfredo Rodríguez Marrero, Sebastián Cañadas García y Juan Suárez Rodríguez. En 2014, a seis de los tripulantes les fue concedida la Gran Cruz de la Real Orden de Reconocimiento Civil a las Víctimas del Terrorismo.

## Consecuencias
Tras el atentado, acudieron buques de la Armada a garantizar la seguridad de los pesqueros y se mandó regresar a puerto a los más de 200 barcos, más los congeladores y sardineros que faenaban en el banco pesquero. Se produjeron manifestaciones en Las Palmas y en Lanzarote. Sin consecuencias penales para Frente Polisario, que continuó ametrallando pesqueros españoles y del resto de países, como el caso del pesquero Mencey de Abona.
En Arrecife existe un monumento en honor a las víctimas, donde cada año se realiza un homenaje a los fallecidos.